# Future Woman
Future Woman è un brano rock elettronico del 1975 del gruppo francese Rockets, pubblicato come singolo nel 1975 su 45 giri in Francia, con sul retro Sexy Planet, e inserito nell'album di debutto della band, uscito l'anno seguente.
In Italia è stato pubblicato nel 1977 abbinato invece ad Atomic Control, in Turchia nello stesso anno abbinato ad Apache.

## Formazione
- Christian Le Bartz - Voce
- 'Little' Gérard L'Her - Voce e basso
- Alain Maratrat - Chitarra, tastiere e voce
- Alain Groetzinger - Batteria e percussioni
- Bernard Torelli - Chitarra
- Michel Goubet - Tastiere